# San Francisco Produce Exchange
Le San Francisco Produce Exchange est une des plus anciennes bourse de commerce au monde, fondée en 1867 à San Francisco, aux États-Unis. 

## Histoire
Le San Francisco Produce Exchange est créé le 15 septembre 1867, dans une période de grande incertitude sur le prix des céréales: l'offre américaine risque de noyer le marché, car elle est dopée par la croissance des surfaces cultivées dans la Baie de San Francisco en Californie, lors du "boom du blé". Le nouveau marché a pour objet la promotion des intérêts commerciaux de ses membres et il en réunit assez rapidement près de 200. 
À la fin de la Guerre de sécession, la Californie a commencé à produire un excédent de blé, qui dépassait les besoins des marchés de la côte ouest. Isaac Friedlander, un immigrant allemand arrivé lors de la ruée vers l'or et d'autres producteurs de céréales ont débuté des expéditions vers les pays riverains du Pacifique, et au même moment les mauvaises récoltes liées aux conditions météorologiques en Grande-Bretagne ont créé une demande excédentaire. Bien que les îles britanniques n'aient été accessibles que par un long et difficile voyage contournant le Cap Horn, Isaac Friedlander a appris à tirer parti des nouvelles technologies maritimes comme le nouveau navire clipper, particulièrement adapté aux cargaisons, qui permettait de faire le voyage vers Angleterre en environ 100 jours. 
Isaac Friedlander a également utilisé le télégraphe transatlantique pour coordonner les informations sur les navires disponibles pour expédier la récolte en temps opportun. En quelques années, la Californie est devenue un important fournisseur de farine et de blé en Grande-Bretagne. Isaac Friedlander fait appel à William Dresbach, un fils d'immigrants allemands et maître de postes, qui arrondit ses revenus par le négoce des céréales, pour le seconder dans la petite ville de Davisville où un chemin de fer arrive en 1868.  William Dresbach y devient riche grâce à ses investissements dans le négoce du blé, l'immobilier, un hôtel, un saloon, et une grande demeure, la "Dresbach-Hunt-Boyer Mansion", bâtie entre 1871 et 1875.
Afin de sécuriser les transactions entre tous ces acheteurs et vendeurs de céréales, les marchands américains de Californie ont développé le système des contrats à terme. Pour éviter le risque de crédit, il fut décidé de créer le San Francisco Produce Exchange, qui permettait de rassembler en un même lieu acheteurs et vendeurs de céréales. 
Un an avant la mort d'Isaac Friedlander, William Dresbach s'installe à  San Francisco et prend sa suite, devenant à son tour un "roi des céréales". Il sera par deux fois président du San Francisco Produce Exchange, mais son aura et celle du marché sont sérieusement écornés lors de l'échec du Corner sur le blé en 1887 à Chicago, même si d'autres spéculateurs réussiront en 1888, dans des opérations qui n'ont pas lieu à San Francisco mais à Chicago. Ces spéculateurs tentent sur le marché du blé  un Corner (finance). Les paris de ces spéculateurs sont simples et vont durer jusqu'en 1888 : les tensions entre la France et l'Allemagne liées à l'Affaire Schnæbelé vont permettre au général Georges Boulanger de prendre le pouvoir en France et lancer une guerre franco-allemande, avec pour conséquence une pénurie de blé en Europe, là où cette céréale est déjà moins abondante que prévu.
La rumeur veut qu'un des gros acheteurs soit la Banque du Nevada, fondée peu avant à San Francisco par John William Mackay, qui a fait fortune à la Bourse de San Francisco en découvrant en 1868 le "Big Bonanzza" du Comstock Lode à Virginia City, le plus important gisement d'argent-métal de l'histoire des États-Unis. 
Le 27 août 1887, l'Associated Press révèle que John Rosenfeld, de la "Nevada Warehouse and Dock Company" à Port Costa, en Californie et William Dresbach, alors président en exercice du San Francisco Produce Exchange, ne peuvent honorer leurs engagements sur le blé. Deux jours après, John William Mackay dément être directement associé à la spéculation. Les actionnaires de la Banque du Nevada n'en perdront pas moins 12 millions de dollars, car ils ont pris le contrôle de 56 cargos de blé à des prix trop élevés.